# Mołodów (obwód brzeski)
Mołodów (błr. Моладава; ros. Молодово) – agromiasteczko na Białorusi, w rejonie janowskim obwodu brzeskiego, około 19 km na północny wschód od Janowa. Siedziba sielsowietu mołodowskiego oraz parafii prawosławnej pw. Wniebowstąpienia Pańskiego.

## Historia
Pierwszym znanym dziś panem na Mołodowie był Matwiej Woyna herbu Trąby, który otrzymał te i inne dobra od pińskiego kniazia Fiodora Jarosławowicza w 1497 roku. Kolejnymi właścicielami byli prawdopodobnie jego syn Borys Matwiejewicz Woyna (ok. 1440–1527), kasztelan mścisławski, wnuk Siemion i prawnuk Stanisław, kuchmistrz wielki litewski. Źródła nie są zgodne co do imion kolejnych potomków-spadkobierców. W 1649 roku majątek objął jeden z kolejnych potomków Borysa, Władysław Woyna, starosta użwentski i gorżdowski. Ostatnim z linii Woynów właścicielem majątku był Maciej (którego nazwisko pisane jest już często Wojna), którego córka Eleonora (1674–1738), wychodząc w 1692 roku za Kazimierza Dominika Ogińskiego (1664–1733), wojewodę wileńskiego, wniosła fortunę do domu męża. Mołodów był główną siedzibą Ogińskich przez kolejne prawie 100 lat: spadkobiercą Kazimierza był jego jedyny syn Józef Tadeusz (1693–1736), a po nim jego syn Michał Kazimierz (ok. 1730–1800), hetman wielki litewski, który ustąpił w 1791 roku prawie wszystkie dobra wielkiej fortuny, w tym Mołodów, swojemu kuzynowi Michałowi Kleofasowi Ogińskiemu (1765–1833). Michał Kleofas w następnym roku sprzedał Mołodów i Porzecze Szymonowi Skirmuntowi herbu Dąb (1760–1817, wg Aftanazego: 1747–1835), posłowi na Sejm Wielki, jednemu z najzamożniejszych obywateli województwa brzeskolitewskiego, który również ustanowił Mołodów swoją siedzibą. Jego jedyny syn Aleksander (1798–1870) jest uznawany za twórcę przemysłu na Polesiu. Aleksander wybudował w 1830 roku cukrownię (która spłonęła w 1835 roku), fabrykę sukna, kolejną cukrownię w 1860 roku, nowoczesną gorzelnię. Wszystkie zakłady Mołodowa zatrudniały między 600 a 1000 pracowników. Miejscowość przetrwała jako wielki, jedyny na Polesiu ośrodek przemysłowy do I wojny światowej. W tym czasie Mołodów stał się też jednym z najważniejszych centrów życia kulturalnego na Kresach.
Pod koniec życia Aleksander przekazał majątek synom, a sam przeniósł się na Krym, gdzie zajął się uprawą przednich win węgierskich i reńskich. Mołodów (i 10 tysięcy morgów ziemi) dostał się Henrykowi (1835–1916), po którym dobra te odziedziczył jego syn Henryk (1868–1939). Ponieważ nikt z czworga rodzeństwa tego pokolenia Skirmuntów (w tym Konstanty Skirmunt i Jadwiga) nie założył rodziny, mieszkający w Mołodowie Henryk i jego siostra Maria zapisali cały majątek Zgromadzeniu Siótr Urszulankek „szarych”, które wprowadziły się do jednej z oficyn już w 1937 roku. Pracowała tu św. Urszula Ledóchowska, wizytował ją tu m.in. nuncjusz apostolski Filippo Cortesi. Mieszkał tu również ks. Jan Zieja, który był kapelanem sióstr urszulanek przed 1939 rokiem.
Henryk Skirmunt był ostatnim właścicielem Mołodowa, został bestialsko zamordowany w pobliskim lesie, wraz z siostrą Marią, 20 września 1939 roku przez miejscowych aktywistów radzieckich po agresji ZSRR na Polskę. W 1995 roku piński dziennikarz Wiaczesław Iljenkow odnalazł miejsce kaźni i pochówku ostatnich Skirmuntów i ustawił tam żelazny krzyż rurowy z tabliczką z napisem:
Na wyżynach myśli i uczuć
Tam był ich dom
Skirmunty
Wieczne odpoczywanie
Racz im dać Panie
Mordercom okaż miłosierdzie
Przed rozbiorami Mołodów, będąc wsią magnacką, leżał w powiecie pińskim województwa brzeskolitewskiego Rzeczypospolitej. Po III rozbiorze Polski znalazł się na terenie powiatu kobryńskiego, należącego do guberni słonimskiej (1796), litewskiej (1797–1801), a później grodzieńskiej (1801–1915) Imperium Rosyjskiego. Po ustabilizowaniu się granicy polsko-radzieckiej w 1921 roku Mołodów wrócił do Polski, był w gminie Motol powiatu drohiczyńskiego województwa poleskiego, od 1945 roku – w ZSRR, od 1991 roku – na terenie Republiki Białorusi.
Przed II wojną światową Mołodów liczył około 400 mieszkańców, prawie wyłącznie prawosławnych, z wyjątkiem mieszkańców i pracowników majątku. Kierownikiem tutejszej szkoły w latach 1933–1939 był Józef Otłowski. W 1930 roku urodziła się tu pisarka Teresa Weyssenhoff.

## Herb i flaga Mołodowa
11 marca 2011 roku prezydent Białorusi Alaksandr Łukaszenka wydał dekret O ustanowieniu oficjalnych symboli heraldycznych jednostek administracyjno-terytorialnych i terytorialnych obwodu brzeskiego. W herbie i na fladze wsi widoczny jest dzwon. Dzwon ten, odlany w Kownie w 1533 albo 1583 roku w stylu renesansowym, nosi wiele ważnych zapisów dotyczących historii rodziny fundatora dzwonu i właściciela wsi, Siemiona Woyny. Wśród napisów znajduje się wiersz:

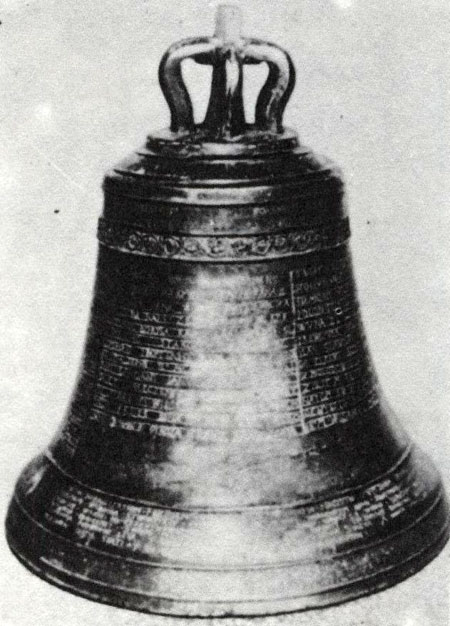
Dzwon mołodowski z 1533/1583 roku

Zwoń dobrohłasnym hołosom zwonie,
Na chwału Bohu naszemu w wysznym Sionie.
Otdawaj wsiehda Stworitielu sławu
W zacnym Woynowym domu z jego wiernoj hławoj.
Pobużaj wsiech do cerkwi Hospodni,
Do modlitwy Bohu w nocy i wo dni.
Wieczny Boże wsiakoj błahodaty
Swoim miłosierdiem błagowoli siedaty.
Dom siej bohatno błogosławitsia na mnogie leta
I da nie oskudet sława jeho skończenia świeta.
A w dień straszny daj jemu staty
I z Twoimi izbrannymi radosnyj hłas słyszaty.
Marczyn Hofman mnie sliwał roku 1533.
Dzwon był odlany do mołodowskiej świątyni prawosławnej i wisiał w jej dzwonnicy przez około 250 lat, po czym został przeniesiony do dzwonnicy cerkwi wybudowanej pod koniec XVIII wieku. Szczegółowo został opisany w 1911 roku, m.in. odczytano wszystkie napisy i powyższy wiersz. Okres okupacji hitlerowskiej (1941–1944) dzwon przetrwał zakopany w ziemi, dzięki czemu uniknął wywozu do Niemiec. Został ponownie odkryty przez naukowców w 1970 roku. Po wybudowaniu nowej cerkwi (co nastąpiło w 2012 roku), dzwon miał znaleźć się w jej dzwonnicy.
Jest to prawdopodobnie najstarszy zachowany dzwon na Białorusi.

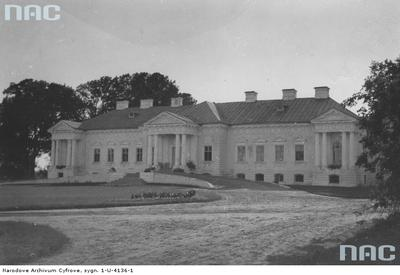
Pałac w 1937 roku

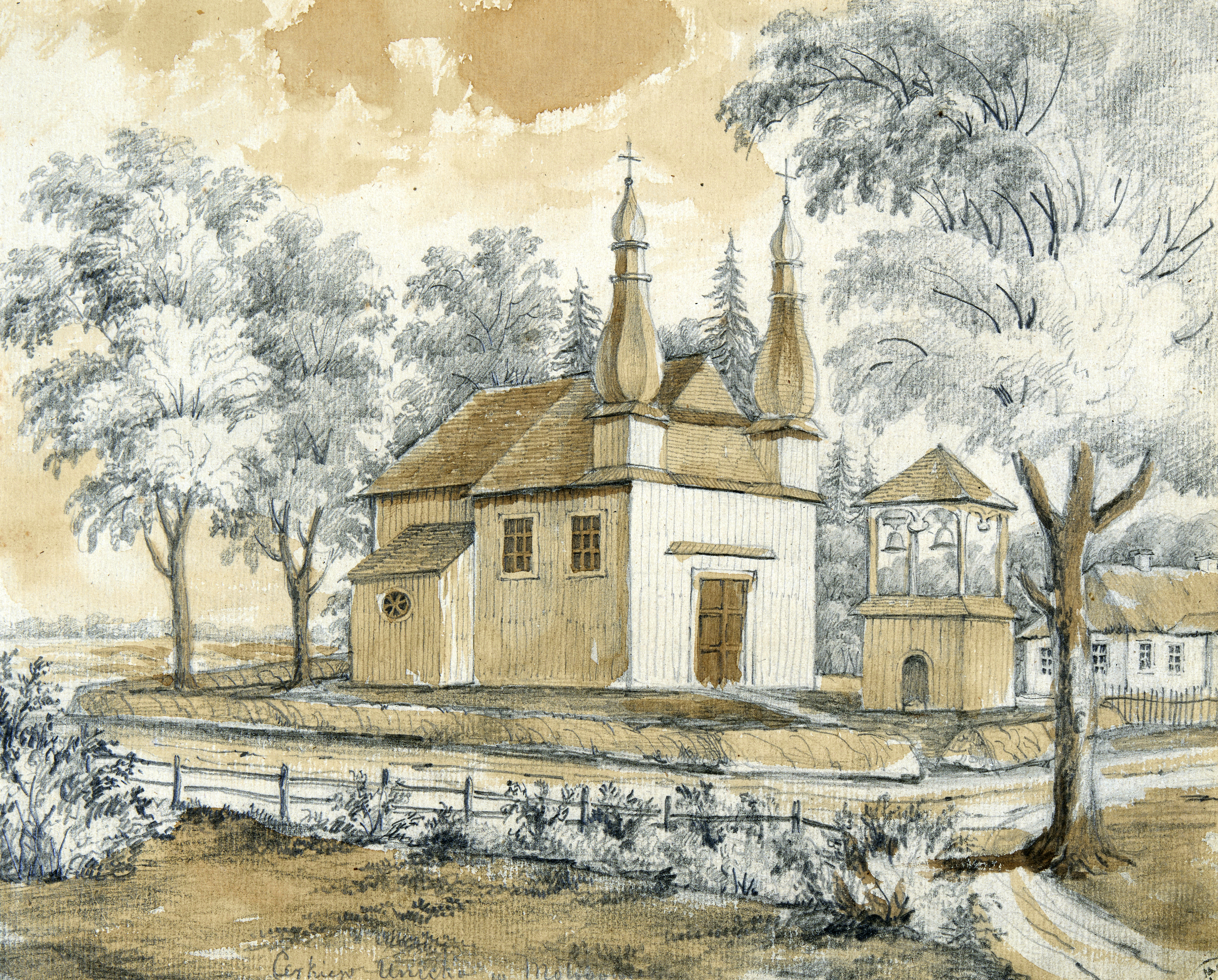
Cerkiew prawosławna, dawniej unicka, w Mołodowie, akwarela Napoleona Ordy, 1864

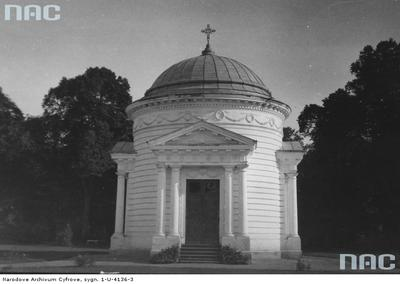
Kaplica Skirmuntów, 1937,
ze zbiorów NAC

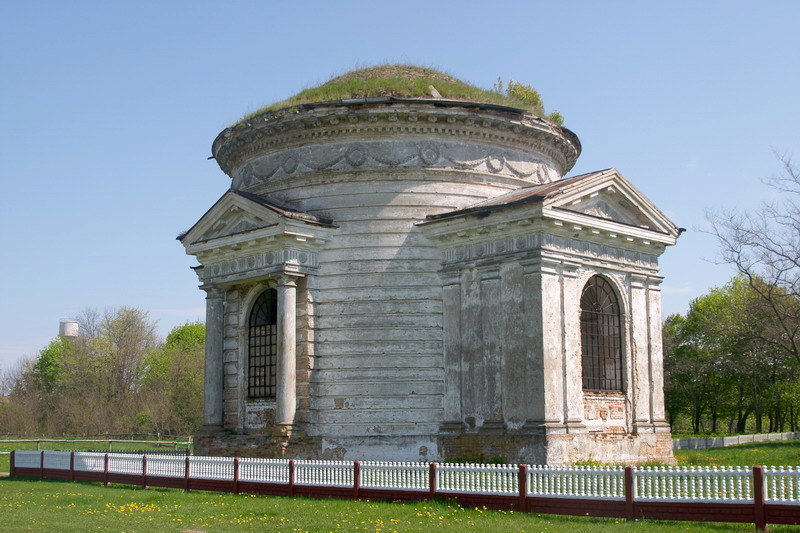
Kaplica Skirmuntów, 2013

## Dawny pałac i dwory
Majątek pozostawał w ręku rodziny Skirmuntów od 1792 do 1939 roku. Naprzeciw dawnej siedziby Ogińskich (która spłonęła w 1840 roku) Szymon Skirmunt wzniósł w 1795 roku nowy dwór. Był to trzynastoosiowy, parterowy, murowany budynek w kształcie długiego prostokąta. Na osi usytuowano półkoliście zamkniętny, wgłębny, dwukolumnowy portyk, zwieńczony trójkątnym szczytem. Wnętrze miało układ twutraktowy, amfiladowy. Na początku XX wieku dokonano w nim pewnych zmian, gdy budynek przeznaczono na szkołę.
Szymon Skirmunt prawie natychmiast po wybudowaniu przeznaczył ten dwór na oficynę i rozpoczął budowę (między nowym dworem a starym dworem Ogińskich) pięknego empirowego pałacu, która została ukończona w 1798 roku. Pałac ten był również parterowy, ale wzniesiono go na wysokich, sklepionych suterenach. Był murowany i również miał kształt długiego trzynastoosiowego prostokąta. W osi centralnej i obu krajnych wybudowano trzy portyki, z trójkątnymi szczytami wspartymi dwiema parami kolumn w każdym. Przed głównym wejściem, w centralnym portyku, był wielki ćwierćkolisty podjazd i schody dla pieszych. Od strony ogrodowej znajdowały się również 3 portyki, z tym, że centralny znajdował się przed półkolistym ryzalitem. Oba szczyty budynku też miały portyki, w sumie było 8 portyków, mimo to budynek robił harmonijne wrażenie. Rosa Bailly porównywała go do Trianon.
W 1939 roku na ścianach wisiały obrazy, m.in. Walentego Wańkowicza, przedstawiające członków rodziny Skirmuntów, obrazy Stanisława Bohusz-Siestrzeńcewicza, Rozpędzone konie w zaprzęgu Piotra Michałowskiego, Pejzaż poleski Józefa Chełmońskiego, obrazy przypisywane Janowi Krzysztofowi Damelowi, portrety Józefa Poniatowskiego i Tadeusza Kościuszki.
Prostopadle do pałacu wiodła od bramy wjazdowej długa aleja dochodząca do dużego gazonu. W pobliżu bramy po prawej stronie kryły się za drzewami zabudowania administracyjno-gospodarcze, a po lewej stronie stała kaplica pałacowa. Od strony ogrodu poprowadzono długą aleję lipową. Park miał powierzchnię kilku hektarów, był w nim duży kwadratowy staw.
We wrześniu 1939 roku zrabowano całe wyposażenie pałacu, budynek został spalony w 1943 roku, a następnie, podobnie jak inne budynki dworskie – rozebrany do fundamentów. Całkowicie wycięty został wówczas również park otaczający zabudowania.
Majątek w Mołodowie jest opisany w 2. tomie Dziejów rezydencji na dawnych kresach Rzeczypospolitej Romana Aftanazego. Roman Aftanazy uważał posiadłość Skirmuntów w Mołodowie za najpiękniejszą rezydencję, jaka kiedykolwiek istniała w Polsce.

## Świątynie w Mołodowie
W XVI wieku (prawdopodobnie w 1533 roku) zbudowano pierwszą świątynię prawosławną, która po 1596 przyjęła unię. Obok stała dzwonnica z XVI-wiecznym dzwonem. Na miejscu tej świątyni zbudowano pod koniec XVIII wieku kolejną drewnianą cerkiew unicką pod wezwaniem Wniebowstąpienia Pańskiego, przebudowaną w XIX wieku (po 1864 roku, kiedy namalował ją Napoleon Orda). Cerkiew ta (już prawosławna, od 1839, gdy synod połocki przyłączył wszystkie struktury unickie na Białorusi do Rosyjskiej Cerkwi Prawosławnej) istnieje do dziś, obecnie w centrum wsi. Jest to trójdzielny budynek, składający się z babińca z dwukondygnacyjną ośmioboczną wieżą nakrytą dachem namiotowym, nawy na planie prostokąta i pięciobocznej części ołtarzowej. Pośrodku gontowego dachu niewielka cebulasta kopułka. Okna ostrołukowe, ozdobione rzeźbionymi nadokiennikami.
Spośród zabudowań rezydencji zachowała się jedynie neoklasycystyczna kaplica grobowa Skirmuntów w kształcie rotundy, zbudowana w latach 1905–1908 według projektu architekta Tadeusza Rostworowskiego. Rotunda ma średnicę 8 m i jest nakryta dużą sferyczną kopułą. Wystrój zewnętrzny kaplicy nawiązuje do wystroju pałacu w stylu empire. Wejście główne poprzedzone jest czterokolumnowym portykiem, dwa wejścia boczne – portykami dwukolumnowymi. Portyki wieńczą trójkątne frontony. Elewacje zdobi boniowanie, pilastry, gzyms kroksztynowy oraz stiukowe girlandy. Obecnie rotunda chyli się w ruinę. Kaplica znajduje się w rejestrze historyczno-kulturalnych zabytków Białorusi o numerze 112Г000270.
Około 30 m na południowy wschód od kaplicy są pozostałości cmentarza, leżą tu porozrzucane fragmenty tablic nagrobkowych członków rodziny Skirmuntów. Wśród nich stoi biały marmurowy anioł bez rąk i głowy.
Tuż obok (30 m na prawo) cerkwi wzniesiono w latach 2008–2012 nową, dużą cerkiew, również pod wezwaniem Wniebowstąpienia Pańskiego. Konsekracji dokonał arcybiskup piński Stefan 26 lipca 2012 roku.